# Kihnu (obec)
Obec Kihnu (estonsky Kihnu vald) je samosprávná obec náležející do estonského kraje Pärnumaa. Její území tvoří ostrov Kihnu a několik okolních ostrůvků.